# 胡文光

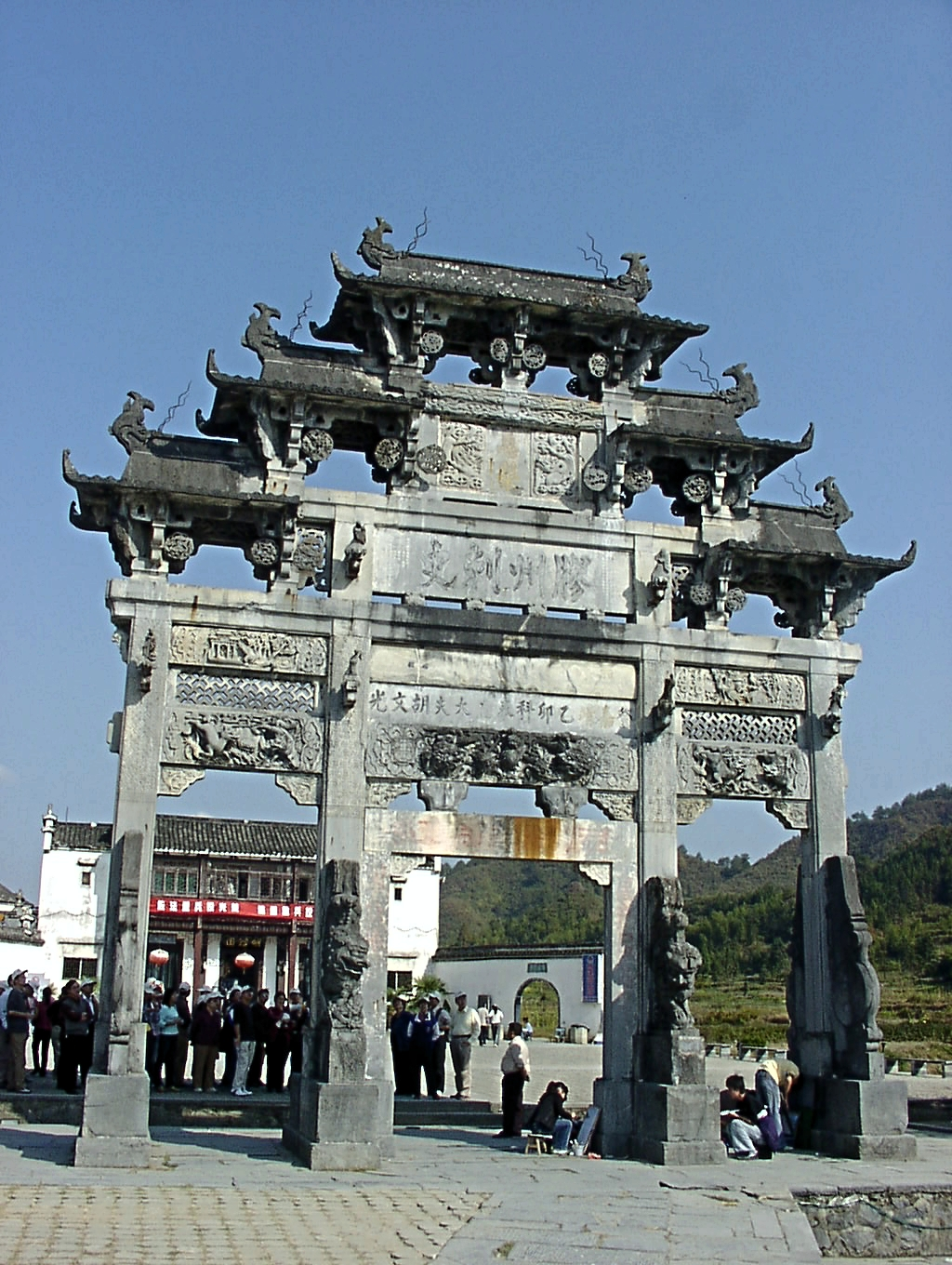
胡文光刺史坊

胡文光（1521年—1593年），直隸歙縣西遞村人。明朝政治人物。

## 生平
嘉靖三十四年（1555年）乙卯科舉人。曾任江西萬載縣知縣，升任山東膠州知州。官至荊州王府长史。

## 遺跡
萬曆六年（1578年），朝廷批准為胡文光在家鄉建成刺史坊，至今尚存，并成為世界遺產的西遞村的重要景點。